# 유관도

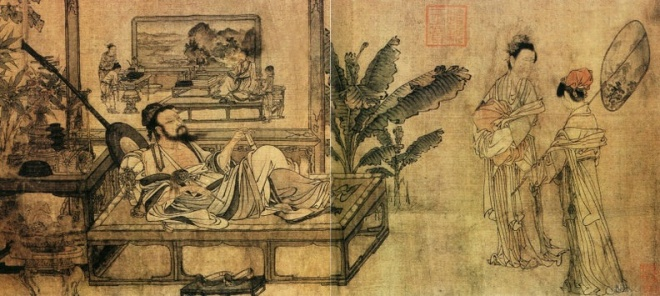
여름날 한가롭게, 두루마리 그림, 비단에 먹과 채색, 30.5 x 71.1 cm, 넬슨-앳킨스 미술관

유관도(劉貫道, c. 1258 – 1336), 자 중셴(仲贤),은 원나라 시대에 활동한 중국의 궁정 화가였다. 중산(현재의 딩셴), 허베이성 출신으로, 그의 작품 대부분은 사실주의 양식이며, 1279년에는 쿠빌라이 칸의 아들 친킴의 초상화로 명성을 얻었다.

## 경력

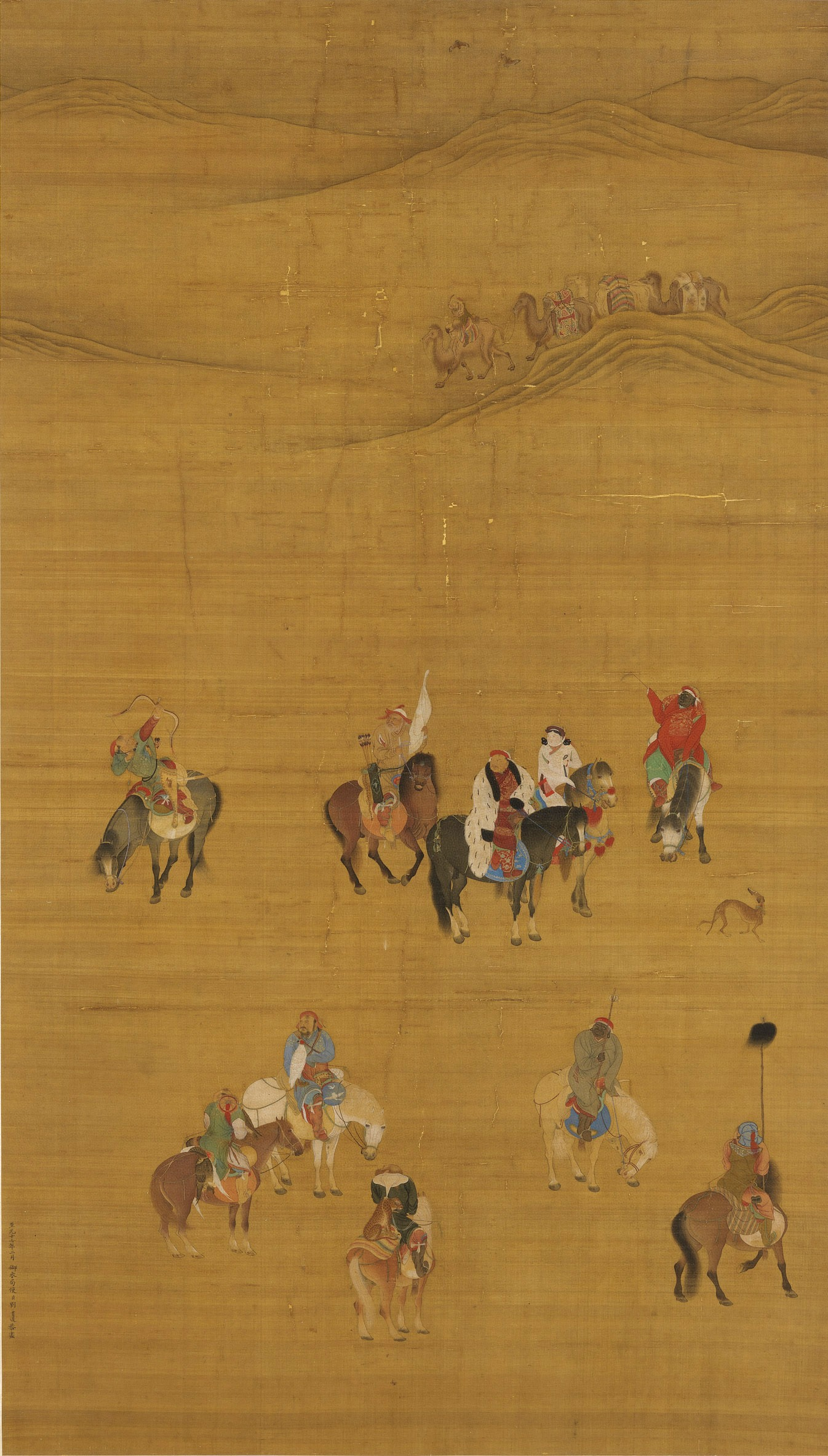
쿠빌라이 칸의 사냥 (1280), 족자, 비단에 먹과 채색, 182.9 x 104.1 cm, 국립고궁박물원

류관다오는 1258년경 중산(현재의 딩셴), 허베이성에서 태어났다. 사실주의에 뛰어났으며, 독학으로 그림을 배웠다고 전해지며 원나라 궁정에서 "몇 안 되는" 궁정 화가 중 한 명으로 일했다. 1279년에 류는 쿠빌라이 칸 황제의 아들 친킴의 그림으로 칭찬을 받고 "황실 의복국 위원"으로 승진했다. 1년 후, 그는 쿠빌라이의 의뢰를 받아 고비 사막에서 사냥하는 쿠빌라이의 그림을 그렸다. 쿠빌라이 칸의 사냥이라는 이 그림은 쿠빌라이, 차브이 황후, 그리고 몇몇 하인들을 "황량한 황토 ... 그리고 몇 개의 언덕"을 배경으로 담고 있다. 류의 더 유명한 작품 중 하나인 쿠빌라이 칸의 사냥은 대만 타이베이의 국립고궁박물원에 소장되어 있다. 박물관은 이 그림에 대해 "인물들은 정교하게 표현되었고 동물들은 자연주의적인 장면에서 모두 생동감 있게 묘사되었다"고 적고 있다. 류의 쿠빌라이 칸 묘사는 또한 마르코 폴로가 통치자를 "늙고 비만한 남자"로 묘사한 것과 일치한다.
여름날 한가롭게라는 제목의 두루마리 그림은 1935년 소유자 우후판이 류관다오의 "작은 서명"을 발견하기 전까지 송 시대의 류송년 작품으로 잘못 알려져 있었다. 여름날 한가롭게는 비정통적이며 전형적인 원나라 예술 작품의 특징이 아니라고 묘사된다. 이 그림에서 류는 "비교 가능한 디자인을 개발하여 반복되는 직선을 선명한 각도와 유려한 곡선에 대비시켰다." 류관다오는 또한 곽희의 양식으로 여러 경관을 그렸다. 설경은 류의 작품으로 알려져 있지만 1349년으로 날짜가 되어 있는데, 이는 그가 사망한 1336년 이후이다. 류는 "다양한 옛 양식을 연구하고 그들의 장점을 결합한 절충주의자"로 묘사된다. 뉴욕의 미술관인 카이코도(Kaikodo)의 류관다오 인물 소개는 그의 인물화를 "진정으로 불멸의 필치"라고 극찬한다.